# Альберто Сорді
Альбе́рто Со́рді (італ. Alberto Sordi; 15 червня 1920, Рим — 24 лютого 2003, Рим) — італійський актор театру і кіно, кінорежисер. Поряд з Тото, Сорді вважається славнозвісним коміком італійського кіно. Кавалер ордена Великого хреста «За заслуги перед Італійською Республікою».

## Біографія

### Ранні роки

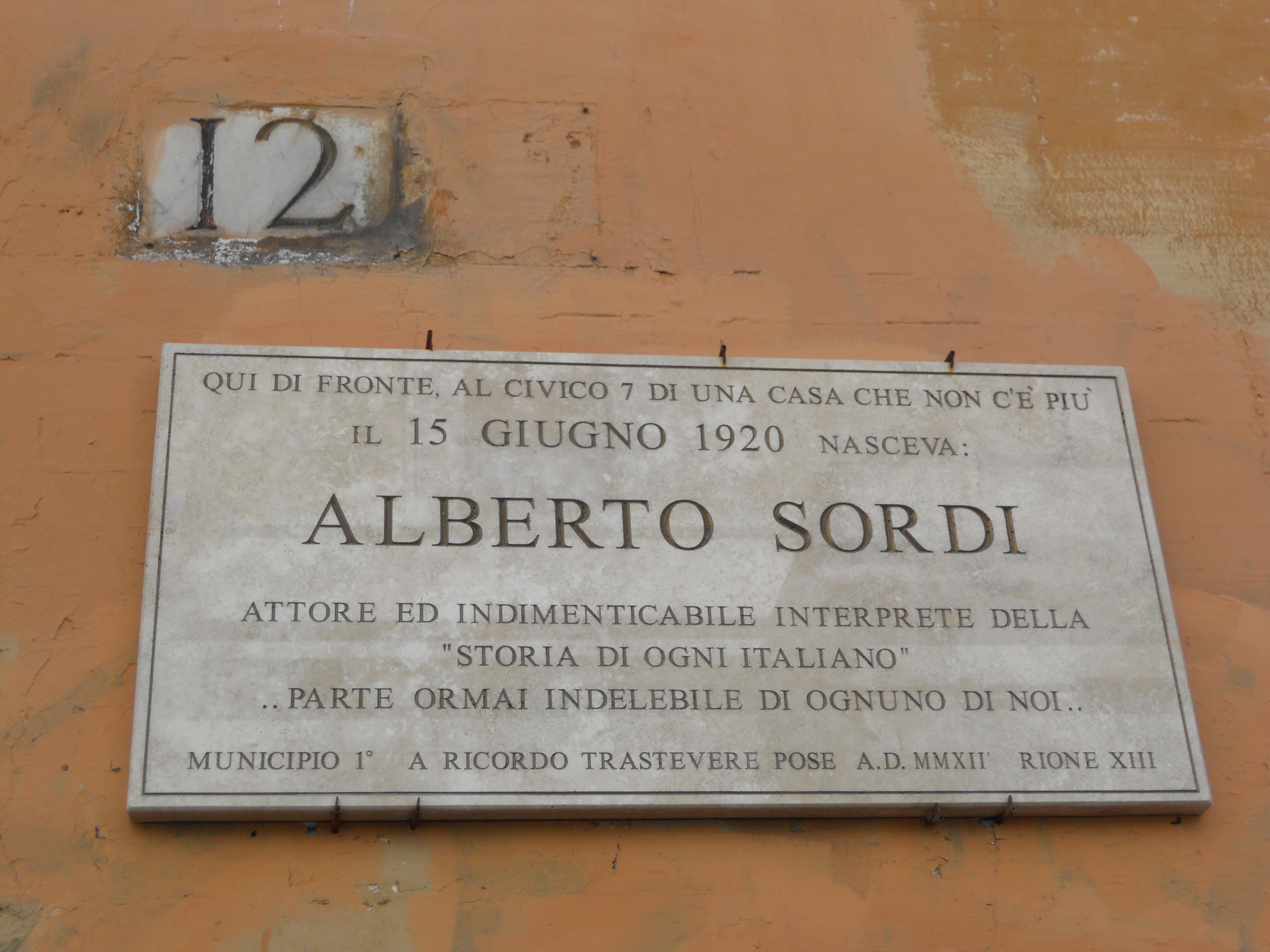
Дошка на будинку в Трастевері, де народився Сорді

Альберто Сорді народився 15 червня 1920 року на вулиці Сан-Козімато 7, в районі Рима — Трастевере. Він був останнім сином П'єтро Сорді (Вальмонтоне, 14 травня 1897 — Римі, 4 червня 1941), професора музики, інструменталіста та члена оркестра Римського оперного театру, де грав на контрабас-тубі та Марії Рігетті (Згургола, 11 лютого 1898 — Рим, 29 лютого 1952), вчительки початкових класів. У Сорді також була сестра Савіна (Рим, 1911 — Удіне, 19 серпня 1972), брат Джузеппе (Рим, 1915 — Ліворно, 24 серпня 1990), сестра Аврелія (Рим, 15 липня 1917 — 12 жовтня 2014 там само) та брат Альберто, який помер 24 травня 1916 року, через кілька днів після народження.
Частину свого дитинства Альберто провів у місті Вальмонтоні, де відвідував початкову школу «Армандо Діаз», у якій почав імпровізувати у невеликих п'єсах з ляльковим театром. Він також співав як сопрано в дитячому Хорі Сикстинської капели під керуванням Дона Лоренцо Перозі, поки у нього не змінився голос на бас, який згодом став однією з його відмінних акторських рис. У юності Альберто вивчав оперний спів і деякий час виступав на оперній сцені.
У 1936 році Сорді записав платівку із казками для дітей на компанії звукозапису «Fonit» і на виручені гроші поїхав до Мілана, де поступив на курси акторської майстерності в Академію аматорського драматичного мистецтва. Перед переїздом на північ Італії, він залишив навчання в Інституті комерційних стартапів «Джуліо Романо» в Трастевері (але через кілька років він все ж отримав диплом бухгалтера як студент-заочник, щоб порадувати свою матір). Проте досвід навчання в Академії для Сорді став невдалим, його виключили звідти через помітний римський діалект.

### Кар'єра дублера
Повернувшись до Риму, 1937 року Сорді влаштувався на роботу статистом на кіностудії «Cinecittà», де він знівся у блокбастері «Сципіон Африканський», де виконав роль звичайного давньоримського солдата. У тому ж році він виграв конкурс, організований кіностудією «MGM», на дублювання голосу Олівера Гарді (де він виступив під псевдонімом Альберт Одізор), разом із Мауро Замбуто, який озвучив Стена Лорела. Як розповів сам Сорді в телепрограмі «Лорел і Гарді — дві безмозкі голови», він з'явився на прослуховуванні не маючи достатнього досвіду дублювання та маючи невеликі надії на успіх, враховуючи конкуренцію з боку визнаних професіоналів у цій галузі; проте директор по дубляжу «MGM» Франко Шірато вважав, що бас-регістр та «тепло-м'який» тембр його голосу ідеально підходять для одного з головних персонажів фільму (хоча насправді голос Гарді у тенор-регістрі); тому його кандидатура була одразу схвалена, таким чином відбувся його дебют у дублюванні комедії «Нижче нуля» (1930), після якої того ж року він взяв участь у дублюванні ще одного художнього фільму «Дияволи, що літають» (1939).
25 червня 1950 року Сорді випала можливість зустрітися з Гарді і дублювати його наживо, під час італійського турне цього американського актора. Тоді комічний дует Гарді і Лорела виступав на віллі Альдобандіні у Римі, в дитячому шоу, а Сорді разом з Мауро Замбуто тим часом, знаходячись за лаштунками, дублювали обох коміків. Дублером Сорді працював до 1956 року; також він брав участь в дублюванні багатьох інших фільмів за участю Лорела та Гарді, й, серед іншого, Брюса Беннета, Ентоні Квінна, Джона Айрленда, Роберта Мітчема, Педро Армендаріса та італійських акторів, Франко Фабріці і навіть Марчелло Мастроянні у фільмі «Серпнева неділя» 1950 року.
Голос Сорді також з'являвся у фільмах «Це дивовижне життя» (1946) Френка Капри, «Викрадачі велосипедів» (1948) Вітторіо Де Сіки, «Перше причастя» (1950) Алессандро Блазетті та «Пінгвіни спостерігають за нами» (1956), який став його останньою роботою як актора дубляжу, у цій картині тварини розмовляли голосами відомих акторів. Тоді як самого Сорді у двох випадках дублював інший актор: у фільмі «Буремні серця» (1940) Карло Кампогалльяні — його озвучив Гуальтьєро Де Анджеліс, а Карло Романо озвучив його у фільмі «Розбійник» (1947) Дуїльйо Колетті, де він грав розбійника.

### Театральна кар'єра

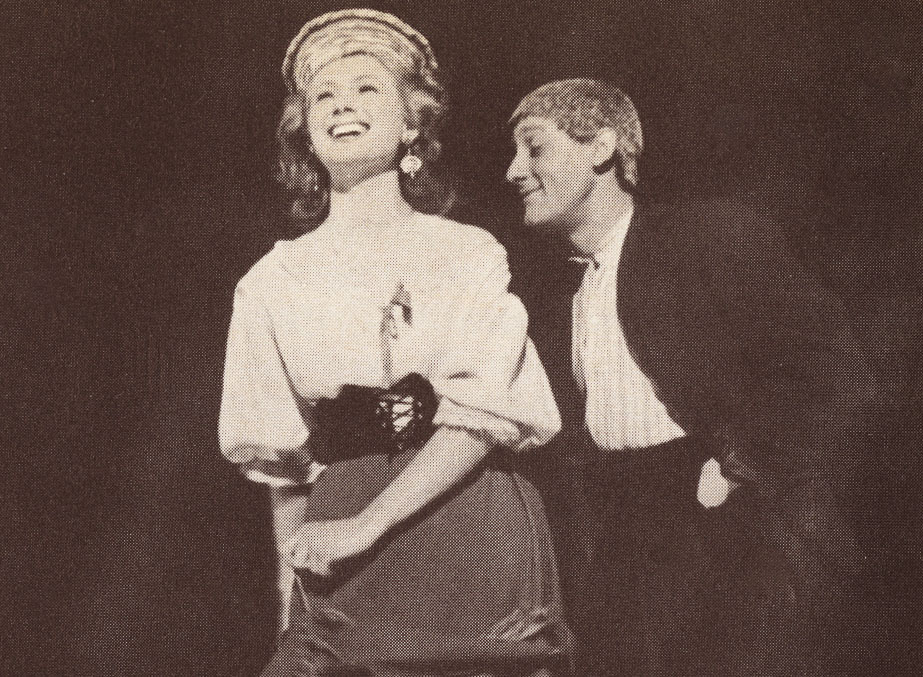
Сорді та Ольга Віллі під час гри в театрі (1943)

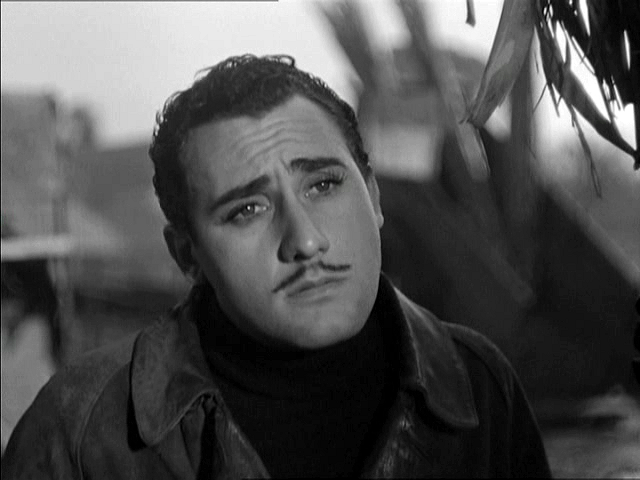
Сорді у ролі Фернандо у фільмі «Під сонцем Риму» (1948)

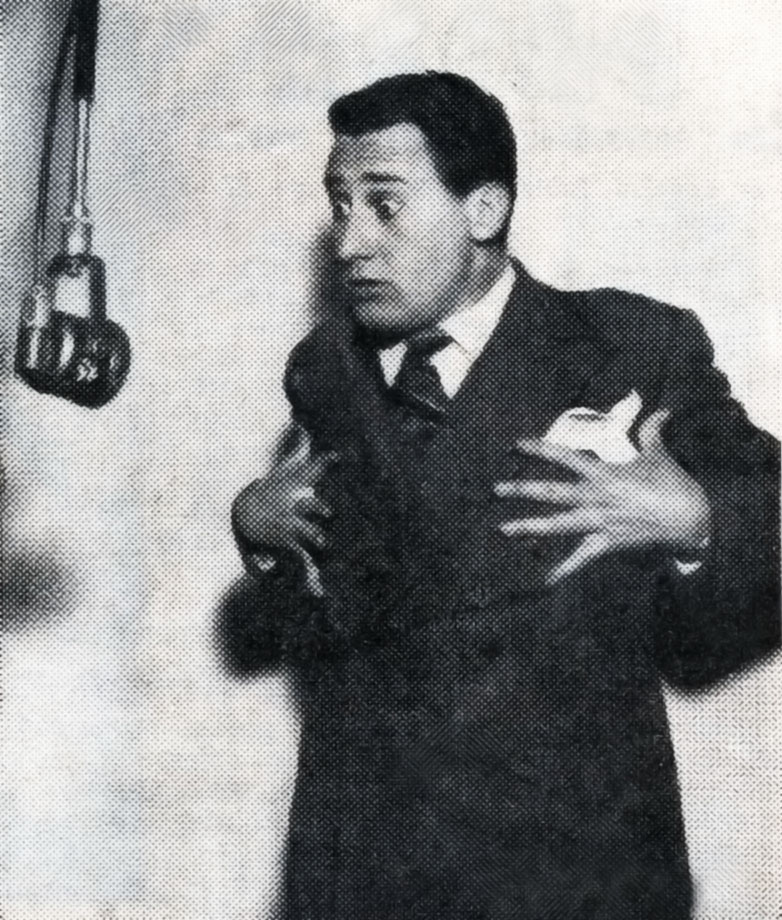
Виступ Сорді на радіо (1950)

З середини 1930-х років Сорді почав виступати у театрах-ревю. Хоча його спроба виступів з трупою Альдо Фабриці та Анни Фугез, з виставою «Сан-Джованні» протягом сезону 1936—1937 років — була невдалою, надалі він знову поновив свої виступи у цій галузі театрального мистецтва. Разом з другом дитинства та однокласником, Сорді сформував творчий дует імітаторів та фантазерів, який проіснував недовго. Протягом сезону 1938—1939 років Сорді дебютував в театрі-ревю з виставою «Але у селі це ще одна… троянда», де він грав разом з Гвідо Річч'йолі і Нандою Прімаверою. У цій виставі він спочатку виконував роль танцюриста хору, а потім йому дали значнішу роль дворецького у скетчі, написаному спеціально для нього Беніні та Горі. Цього часу свої театральні виступи Сорді чергував зі зніманням в кіно, він грав у фільмах: «Княжна Тараканова» (1938) з Анною Маньяні і «Ніч розіграшів» (1939).
1940 року Сорді призвали в Королівську італійську армію, він служив в гарнізонному оркестрі 81-го піхотного полку «Турин», який зокрема займався музичним супроводом церемонії відправки італійських військ у короткотривалу французьку кампанію. Під час військової служби Сорді мав достатньо вільного часу, щоб продовжувати свою акторську кар'єру. Надалі він грав у низьці вистав: «Все золото світу» (1941), з трупою Гвідо Фінеші та Марії Донаті; «Театр карикатури» (1942) разом з актором Фанфуллою; «За-Бум повертається» (1943) та «Знаєш, що?» (1944), написаній Марчелло Маркезі та поставлену Маріо Маттолі; мюзиклі «Світ гармоній» (1944) Альберто Семпріні; «Підсудні… вставайте!» (1945) Мікеле Гальдьєрі; «Дме, я знаю…» (1946) творчого дуету Гарінеї та Джованні; «І він каже…» (1947), написану Бенекосте й поставлену Оресте Б'янколі та Адольфо Челі. Вистава «Великий безлад», що виходила протягом сезону 1952—1953 років — стала його останньою театральною роботою, яку він виконував разом з Ванда Осіріс. Надалі Сорді запросив цю акторку на знімання свого фільму «Зоряний пил» 1973 року, у сцену яка повторювала сюжет вистави.

### Радіокар'єра
Виступаючи на радіо між 1946—1953 роками Сорді вперше почав набувати популярності. 1946 року, натхненний світською організацією «Католицька дія», він вигадав сатиричну виставу про її представників «Товариші по приходу», персонажі якої мали характерну гугняву вимову та позиціонували себе як «правильні люди». Вітторіо Де Сіці так сподобався один із цих персонажів, що він запропонував Сорді зіграти його у фільмі «Мама мія, яке враження!» (1951), це була його перша головна кінороль. Випуском фільму займалася новостворена кінокомпанія «PFC» («Production Film Comici») Де Сіки, яку він заснував разом з Сорді. Фільм, за сценарієм Чезаре Дзаваттіні і постановкою Роберто Саварезе, був повністю оснований на словесній моделі акторської гри, випробуваної Сорді на радіо, картина посприяла «закріпленню» його персонажа у кіно, після чого він потім повторно з'являвся у інших, але вже другорядних стрічках.
Також цього часу Сорді брав участь і у інших радіопередачах (деякі з яких презентувалися ведучим Коррадо): «Привіт» (1947), «З вами розмовляє Альберто Сорді» (1948—1950) та «Червоний і чорний» (1951). Протягом радіотрансляцій він створював й інших персонажів, зокрема: синьйора Діче, у співпраці з Ф'йоренцо Фіорентіні та Етторе Сколою; графа Кларо; та Маріо Піо. Окрім цього, останній персонаж був зіграний Сорді в дебютному фільмі Мауро Болоньїні «Шукайте його в галереї» 1953 року, а потім знову виконувався ним на радіо протягом сезону 1968—1969 років у передачі «Велике вар'єте». Надалі образ Маріо Піо також втілював артист Аліг'єро Ношезе в сатиричній програмі «Подвійна пара» 1970 року.
Участь у фільмі «Вітер співав мені пісню» 1947 року, режисера Камілло Мастрочінкве, стала даниною поваги Сорді радіо, де він грав разом з Лорісом Гідзі, Галеадзо Бенті та Лаурою Соларі. У фільмі, який на тривалий став забутим і лише нещодавно був опублікований на DVD, він зіграв друга співака, який прагне досягти успіху національного рівня, виступаючи у радіовиставі, спонсорованою вигаданою приватною італійською радіостанцією «Radio Sibilla».
Крім відновлення виконання на радіо своїх персонажів минулого у передачі «Велике вар'єте» наприкінці 1960-х років, останньою радіопередачею Сорді, перед тим, як кіно стало переважати у його кар'єрі, стала «Маленький театр Альберто Сорді», яка транслювалася лише кілька місяців Другою програмою радіо між 1952—1953 роками.
Окрім цього, саме на радіо з'явилися деякі з пісень Сорді, або точніше — «ритми».

### Перший кінематографічний досвід
Протягом перших понад десяти років своєї кінокар'єри Сорді зіграв другорядні ролі приблизно у двадцяти фільмах, найзначнішими серед яких стали картини «Троє орлят» (1942) Маріо Маттолі та «Невинний Казимир» (1945) Карло Кампогалльяні; на знімальному майданчику йому довелося попрацювати з генуезьким актором Джільберто Гові та з молодим Вальтером К'ярі у ролі аргентинського імпресаріо у фільмі «Які часи!» (1948), екранізації театральної комедії «Піньясекка і Піньяверде» Емеріко Валентінетті.
До числа маловідомих фільмів Сорді його ранньої кінокар'єри потрапив «Неприємність (вулиця Падуї, 46)», знятий 1953 року Джорджо Б'янкі, де він зіграв роль надмірно дратівливого сусіда, що дуже дошкуляв скромному клерку у виконанні Пеппіно Де Філіппо, які намагалися закрутити роман з гарною жінкою. Фільм, який вважався загубленим, був знайдений у червні 2003 року в Болонському кіносховищі (у неповній копії, що пізніше вийшла на DVD).

### Прихід великої популярності

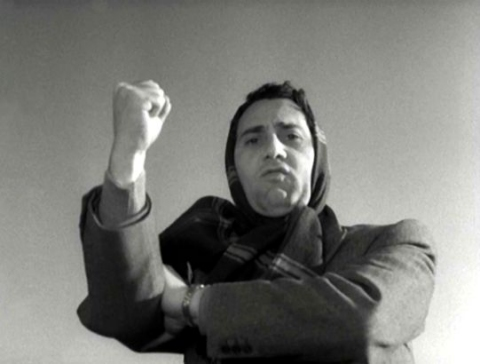
Сорді у ролі Альберто, у фільмі «Мамії» (1953)

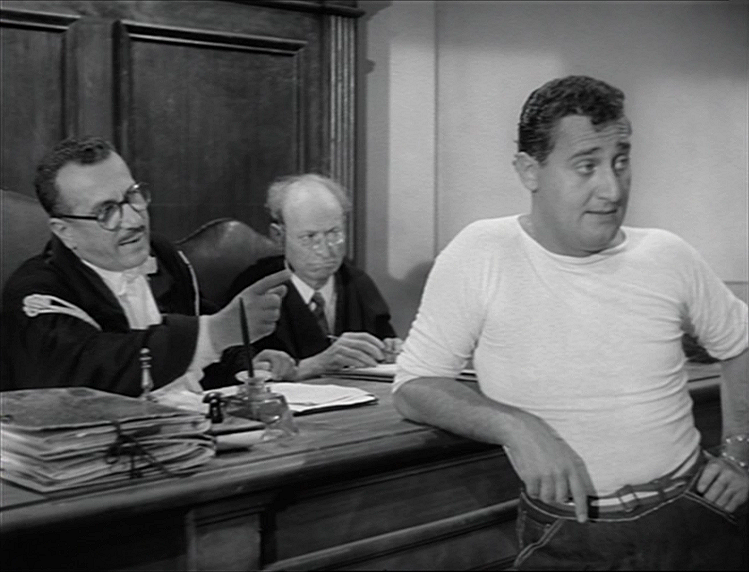
Сорді у ролі Фердінандо Меріконі, у фільмі «Один день у суді» (1954)

Між 1953—1955 роками популярність Сорді досягла і великого екрану. Після головної ролі у фільмі Федеріко Фелліні «Білий шейх» 1952 року, що мав незначний успіх серед публіки, та успішнішій картині наступного року, «Мамії», того ж самого режисера, надалі він зіграв у кількох фільмах Стено («Один день у суді» (1954), «Американець у Римі» (1954) і «Маленька пошта» (1955)). У всіх цих фільмах сформувалися його сценічні образи байдужих боягузів, спекулянтів, ледарів та нероб, що так і не подорослішали, які він потім втілював у своїх наступних кіноролях протягом 1950-х років. Справжній успіх і прихильність серед широкого загалу для Сорді, по суті, почалися, з виконання ним персонажа на ім'я «Фердінандо Меріконі» (скорочено «Нандо»), балакучого римського молодика, одержимого міфами про Америку, у фільмі «День у суді».
Успіх Фердінандо Меріконі був настільки великим, що Сорді повторно зіграв його в «Американці у Римі», який став першим фільмом, де герой актора зібрав значні касові збори (близько 380 370 000 лір у той час, що еквівалентно майже 6 мільйонам євро у 2020 році) та знову виконав цього персонажа, через багато років по тому, в епізоді «Вогонь» картини «Під яким ти знаком?» Серджо Корбуччі (1975), в якому Нандо представлений вже літнім охоронцем промисловця-мільярдера. Популярність цього кіногероя навіть перетнула межі Італії і принесла Сорді у 1955 році запрошення в Канзас-Сіті (завдяки повторюваній крилатій фразі Меріконі, яка являла собою назву цього міста), де актор, зустрінутий з усіма почестями, в присутності президента Дуайта Ейзенхауера, був прогологений почесним громадянином губернатором штату під час проведення заходу «American Royal».
З цього моменту слава Сорді лише зростала, попри деякі розбіжності в минулому. Перед цим кінопрокатники просили, щоб ім'я Сорді не з'являлося на афішах фільму «Мамії», через їхнє побоювання щодо ймовірного несприйняття актора глядачами (особливо після того як «Білий шейх» виявився критичним провалом), тоді як Федеріко Фелліні вірив у його здібності. Меланхолійний та цинічний персонаж Сорді на ім'я Альберто в «Маміях», став однією з робіт, що надалі забезпечила йому стійкий успіх в кіно. Відтоді актор майже безперевно знімався, подекуди він грав у 10 фільмах на рік.
Увійшовши у світ кіно, Сорді не забував і про своє музичне минуле: у 1956 році він зняв комедію під назвою «Дозволь мені, тату!», в якій розповідається історія, що швидко розвивається, розпещеного, самовпевненого студента-співака, який знаходиться на утриманні роздратованого тестя (у виконанні Альдо Фабріці), й прагне потрапити на оперну сцену. У фільмі брали участь і відомі оперні співаки того часу, зокрема сієнський бас Джуліо Нері.
У 1957 році Сорді вступив у спілку авторів та видавців SIAE як гравець на мандоліні, цим інструментом він оволодів ще під час служби в армії, де йому було присвоєне звання «композитор-мелодист».

### Ролі «середнього італійця»
З виникненням у 1950 роках жанру «комедій по-італійськи» Сорді надалі втілив на екрані безліч персонажів цього напрямку, які критики вважали схожих на «середніх італійців», не в усьому ідеальних з моральної точки зору. Загалом його персонажі мали риси, які часто повторювалися: вони схильні залякувати слабких і вклонятися перед сильними, намагаючись випросити якихось привілеїв. На думку деяких оглядачів: виконання персонажів такого типу могло подавати «поганий приклад», а для тієї частини публіки, яка не наважувалася визнавати свої неправомірні вчинки — слугувати не лише прикладом для наслідування, а ще і своєрідним «алібі», даючи їй можливість бути «затвердженною» та «легітимізованою». Нерідко Сорді сам брав участь у написанні сценаріїв «комедій по-італійськи», а потім і сам взявся за режисуру. Він брав участь у створенні півтора сотень картин такого роду і дев'ятнадцять з них — поставив сам.

### Наступні визначні ролі

Вітторіо Ґассман, Сільвана Пампаніні та Сорді у фільмі «Велика війна» (1959)

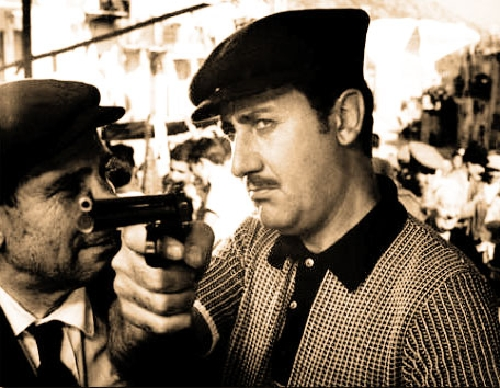
Сорді у ролі Антоніо Бадаламенті, у фільмі «Мафіозо» (1962)

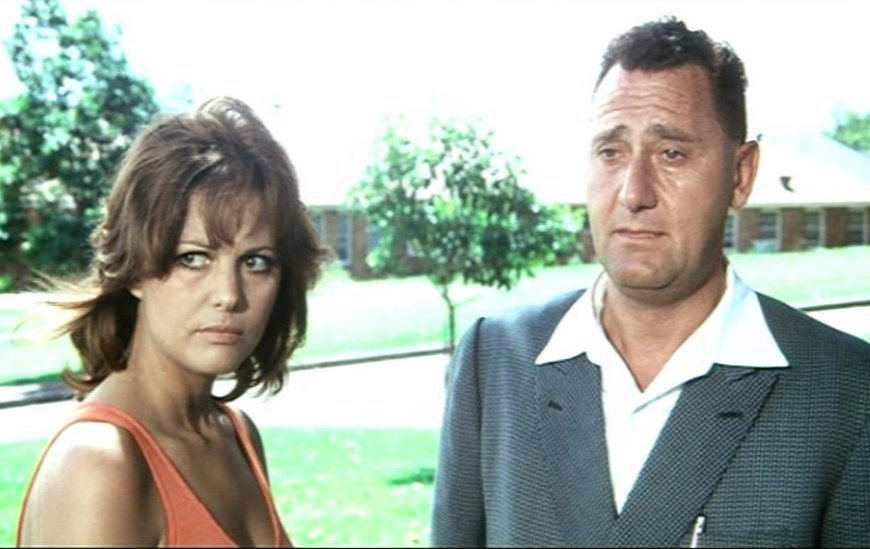
Клаудія Кардінале і Сорді у фільмі «Вродливий, чесний, емігрант в Австралії хоче одружитися з незайманою землячкою» (1971)

До числа найвідоміших робіт серед численних ролей Сорді в «комедіях по-талійськи» другої половини 1950-х років потрапили: вчитель початкової школи Імпаллато, який за сюжетом випадково виявляє вундеркінда з оперного співу і використовує його задля власного визнання та збагачення у «Дивовижному» (1955) Луїджі Філіппо Д'Аміко; перекупник Пеппіно у «Щасливчику» (1958) Едуардо де Філіппо; гондольєр у картині «Венеція, місяць і ти» (1958) Діно Різі, де його суперника по коханню зіграв Ніно Манфреді; чоловік, із безліччю боргів, якому дошкуляє дружина, у «Вдівці» (1959), теж Діно Різі, з Франкою Валері у головній ролі; член цензурної комісії, який безжально засуджує фільми та пікантні плакати, лише заради того, щоб потім використовувати танцівниць з нічних клубів у своїх власних аморальних цілях, у «Моралісті» (1959) Джорджо Б'янкі.

### Різнопланові ролі
Починаючи з фільму «Велика війна» (1959) Маріо Монічеллі (в якій він зіграв лінивого солдата, що потрапив у засідку, та вимушеного проти своєї волі померти як герой), Сорді виявив себе як різнобічний актор, після чого він на себе брав також і драматичні ролі.
До числа найвизначніших ролей 1960-х років увійшли: молодший лейтенант Інноченці у «Всі вдома» (1960) Луїджі Коменчіні; сумлінний поліцейський, який змушений «прогинатися» перед можновладцями при виконанні службових обов'язків у «Поліцейському» (1960) Луїджі Дзампи; журналіст Сільвіо Маньйодзі у «Важкому житті» (1961) Діно Різі; дрібний бізнесмен, обтяжений боргами, охочий продати своє око, щоб поправити свої фінанси і задовольнити свою надмірно вибагливу дружину у «Бумі» (1963) Вітторіо Де Сіки; молодий лікар, готовий на будь-які умови, заради просування своєї кар'єри до посади головного лікаря елітної клініки у диптиху «Лікар страхової каси» (1968) теж Луїджі Зампи і «Професор та доктор наук Гвідо Терсіллі, головний лікар клініки Вілла Челесте, яка має угоду зі страховою касою» (1969) Лучано Сальче; видавець, який вирушив на пошуки свого зятя, що зник безвісти в Африці, у «Чи вдасться нашим героям знайти свого друга, який таємниче зник в Африці?» (1968) Етторе Сколи. 1969 року він був учасником VI Московського міжнародного кінофестивалю.
Одними серед найвідоміших робіт Сорді 1970-х стали: геодезист, що був ув'язнений під час відпустки у «Затриманий чекаючи судового розгляду» (1971) Нанні Лоя (за цей фільм він отримав «Срібного ведмедя» на Берлінському кінофестивалі 1972 року); безтурботний емігрант у «Вродливий, чесний, емігрант в Австралії, хоче одружитися з незайманою землячкою» (1971), шедеврі Луїджі Дзампи, де він грав у парі з Клаудією Кардінале; лахмітник, який раз на рік, разом зі своєю дружиною (виконала Сільвана Мангано), влаштовує нескінченні карткові ігри з багатою й ексцентричною дамою і її секретарем та колишнім коханцем на додаток (у виконанні Бетті Девіс і Джозефа Коттена), на її розкішній віллі, у «Скопоне, наукова картярська гра» (1972) Луїджі Коменчіні; драматична роль у «Дуже дрібний буржуа» (1977) Маріо Монічеллі, що вважається вершиною його акторської майстерності.
Надалі Сорді зіграв у вільних інтерпретаціях за творами Мольєра («Уявний хворий» (1979) і «Скупий» (1990), обидва фільми зняті Тоніно Черві) та «Романі бідного юнака» (1995) Етторе Сколи, який у 2003 році, після смерті актора, присвятив йому фільм «Люди Риму». Також 1995 року, вже будучи на той час володарем п'яти «Срібних стрічок», семи нагород «Давида ді Донателло» й багатьох інших меньш значущих нагород, він отримав ще й «Золотого лева» за кар'єрні досягнення на Венеціанському кінофестивалі.

### Режисерські роботи
Як режисер Сорді поставив 19 фільмів, починаючи з 1966 року, коли він зняв дві картини: «Лондонський дим», оснований на поведінкових та соціальних недоліках італійця, що переїхав за кордон (цієї теми вже торкався у багатьох фільмах режисер Джан Луїджі Полідоро, у тому числі картині «Диявол», за участю Сорді, у якій актор вже тоді почав відпрацьовувати режисерські навички, оскільки картина майже повністю будувалася на його імпровізації) і «Вибачте, ви за чи проти?», де він втілив образ багатого торговця тканинами, який відокремився від своєї дружини та «має стільки коханок, скільки днів у тижні», у той час коли італійську громадськість сколихали суперечки щодо можливого узаконення розлученнь.
Він також зняв три фільми з Монікою Вітті у головній ролі та самим собою: «Любове моя, допоможи мені» (1969), «Зоряний пил» (1973) і «Я знаю, що ти знаєш, що я знаю» (1982). Серед інших його режисерських робіт стали: «Італієць в Америці» (1967), де він зіграв разом з Вітторіо Де Сікою, «Поки йде війна, є надія» (1974); та епізод «Розумний відпочинок» кіноальманаху «Куди ти вирушаєш у відпустку?» (1978).

### Останні фільми

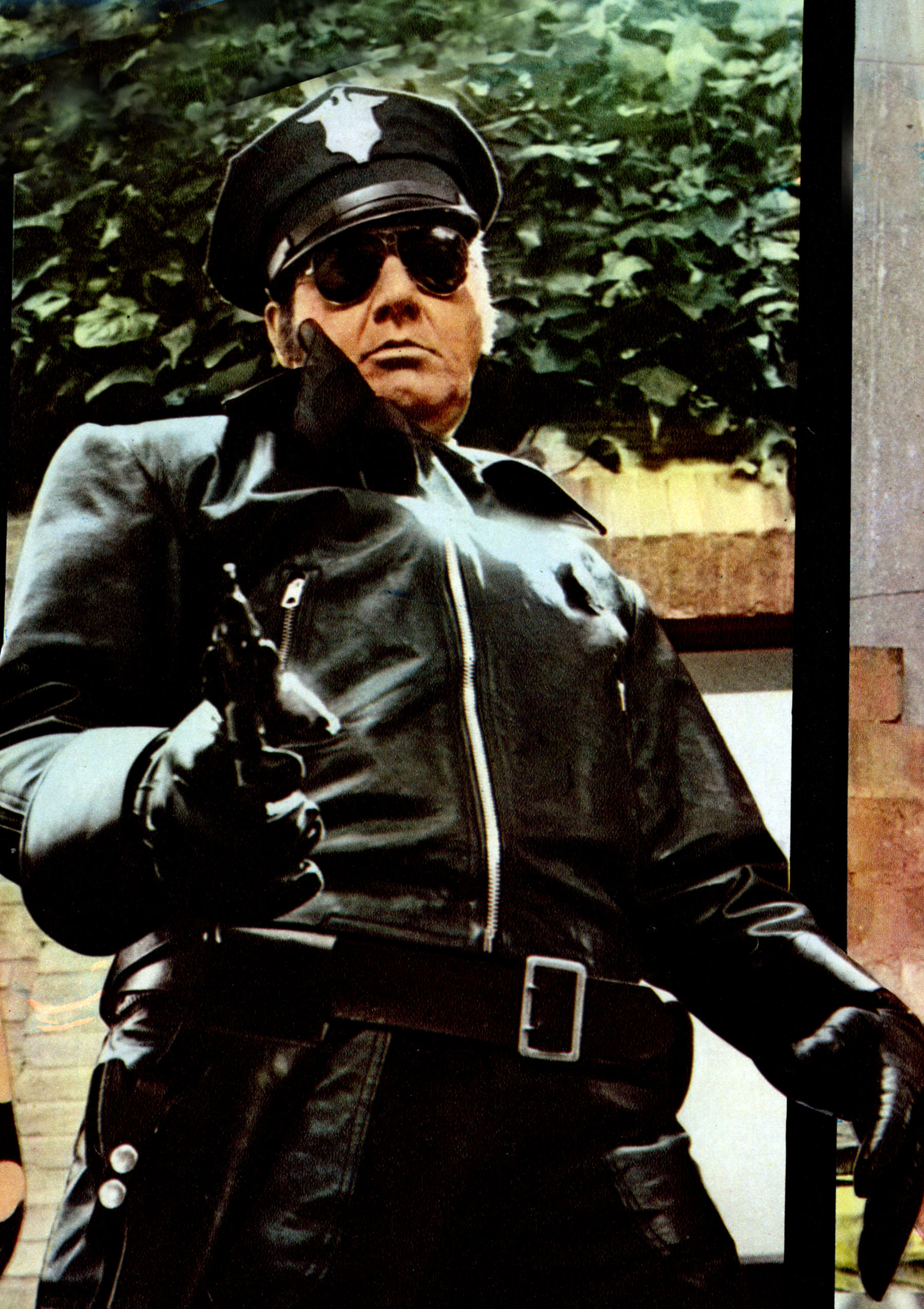
Сорді у фільмі «Під яким ти знаком?» (1975)

Фільми, зняті на останньому етапі кінокар'єри Сорді, починаючи з 1980-х років (цей період відкривався фільмом «Я і Катерина» (1980), де актор виконав не лише головну роль, але й став його режисером) — вважаються менш значущими в його творчості: виконані загалом у дусі «комедії по-італійськи», вони відзначалися певною схильністю самого актора повторно пропонувати глядачам образи персонажів минулого, які вже на той час втратили свою актуальність і вважалися недостатньо оригінальними. Однак, ці роботи продовжували отримувати визнання публіки та критиків, як це було у випадку з історичною комедією «Маркіз Грілло» (1981) Маріо Монічеллі, де Сорді грав подвійну роль, римського дворянина, який любив пожартувати та простолюдина-вугляра, що був його двійником.
Іншими примітними роботами Сорді цього періоду стали фільми-диптихи, у яких він також виступив як режисер, «Таксист» 1983 року (де взяли участь Джуліо Андреотті, Сільвана Пампаніні і Федеріко Фелліні, граючи самих себе) і «Таксист в Нью-Йорку» (1987). Сорді також співпрацював з Карло Вердоне (якого деякі оглядачі вважали його «природним спадкоємцем» надалі кіно, хоча обидва актора працювали у картинах зовсім різних жанрів та сюжетів) у фільмах «Подорож з татом» (1982) та «Занадто міцний» (1986). Режисерами першого фільму був Сорді, а другого — Вердоне. Також примітною роботою Сорді — стала його роль непідкупного та недобросовісного судді у фільмі «Все всередині» 1984 року, який теж був поставлений ним самим, де центровими темами, які передбачали події майбутньої операції «Чисті руки», була безмежна політична корупція та викриття у ЗМІ судової влади.
До числа останніх фільмів Сорді увійшов «Несторе, останній забіг» (1994), що актору особливо полюбився, як він говорив у деяких інтерв'ю, він зіграв кучера, який не міг змиритися з відправкою його коня на бійню. Останньою фільмом Сорді, якій він зняв й виконав у ньому роль, став «Заборонені зустрічі» (1998), де актор грав разом із Валерією Маріні. 2002 року стрічка вийшла повторно з іншим монтажем та зміненою назвою «Виходь за мене, тату».

### Інші співпраці та телебачення
Велику роль у творчості Сорді зіграла його плідна співпраця зі сценаристами Родольфо Сонего, який починаючи з 1954 року брав участь у написанні сценаріїв до його 44 фільмів (дебютувала ця співпарця з фільму Франко Россі «Спокусник»), та П'єро де Бернарді. Крім того, велике значення для творчості Сорді мала його співпраця з композитором П'єро Піччоні, який створив безліч саундтреків до найвідоміших фільмів актора, а також написав деякі з його жартівливо-задирливих пісень.
Відомий широкому загалу під прізвиськом «Альбертоне», Сорді також брав участь у численних телевізійних передачах (зокрема у «Studio Uno», ведучою якої була співачка Міна у 1966 році).
Популярності актора на телебаченні також сприяла створена ним програма у чотирьох епізодах «Історія італійця» («Storia di un italiano»), де за допомогою тематичної добірки кліпів з його численних фільмів було представлено постать середньостатистичного італійця з його сильними та слабкими сторонами .

### Останні роки
2001 року у Сорді виявили рак легенів, відтоді його публічні виступи стали рідшими. Одна з останніх появ актора на телебаченні відбулася 18 грудня 2001 року, тоді він взяв участь в передачі «Від дверей до дверей», ведучим якої був Бруно Веспа. На передачі, повністю присвяченій Сорді, був виставлений мотоцикл «Harley Davidson 750cc WLA» 1942 року випуску, оригінальний зразок, який використовувався під час знімання фільму «Американець у Римі». 2002 року Сорді отримав два почесних наукових ступені: перший у березні від Університету мовлення та комунікацій (IULM) у Мілані, а другий наступного місяця від Університету Салерно, де актор був присутній особисто. У липні того ж року він вчергове брав участь у програмі «Італійці у світі», ведучим якої був Піппо Баудо, що стало його останньою публічною участю. 17 грудня 2002 року, через погіршення стану здоров'я, Сорді відмовився від участі у вечорі на його честь у Театрі Амбра Джовінеллі в Римі. Тоді в театрі було показане лише відео актора, спеціально зняте ним в його апартаментах для цього заходу. Це була його остання відеозйомка.

### Смерть

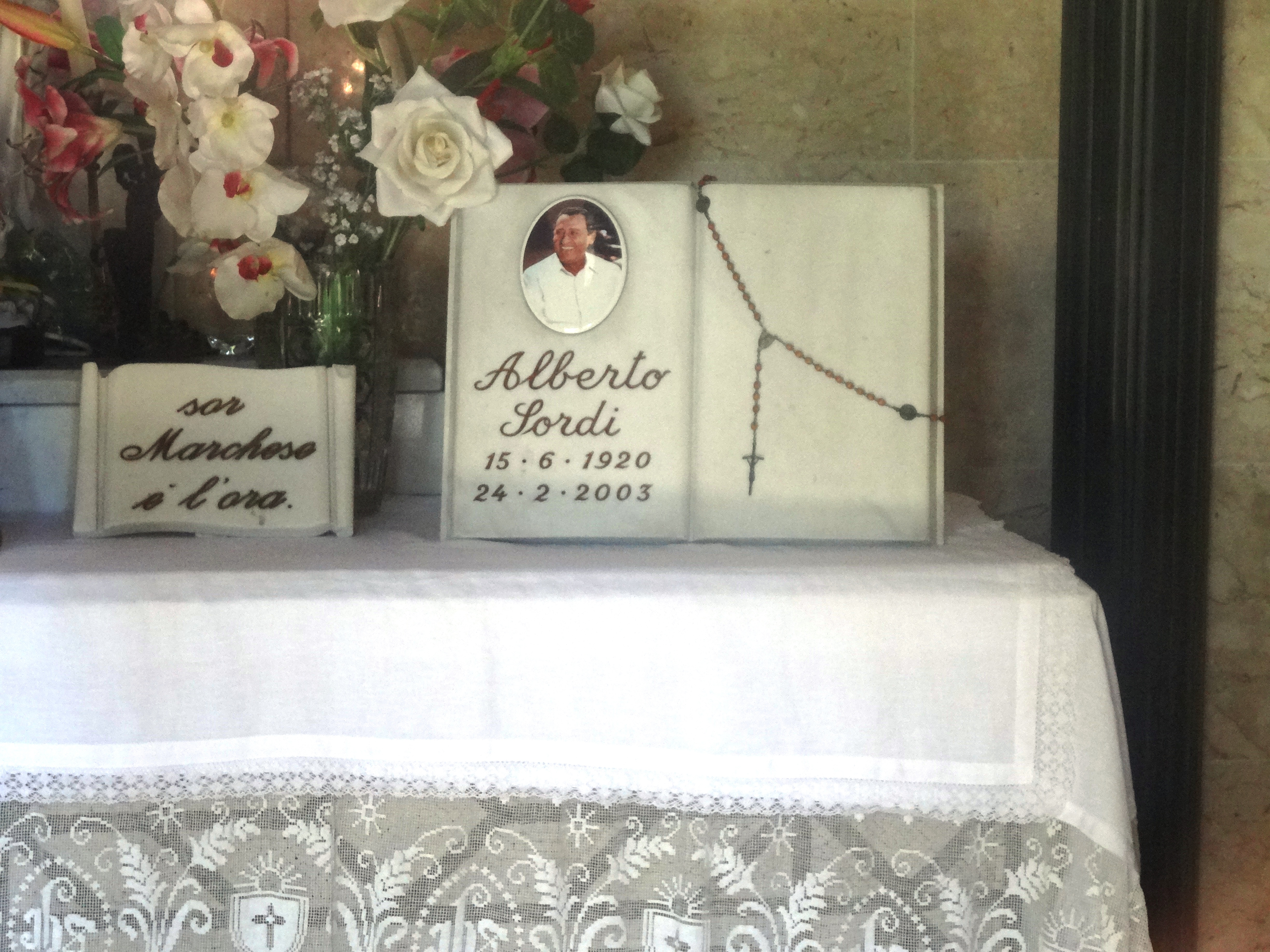
Надгробна дошка Сорді, з епітафією «Вибачте, Маркізе, пора»

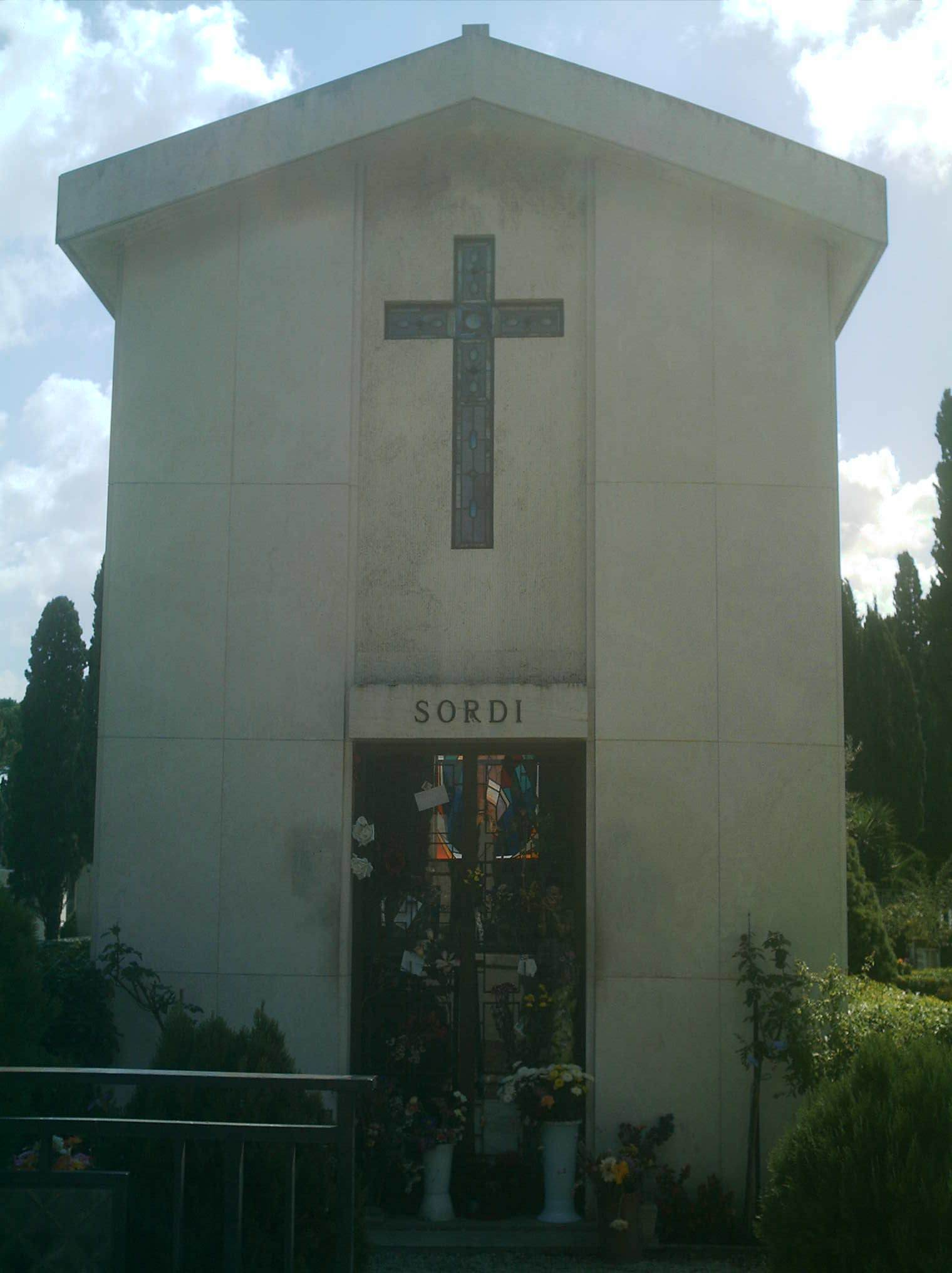
Родинний склеп Сорді на Монументальному кладовищі Верано в Римі

Альберто Сорді помер у своєму будинку в Римі увечері 24 лютого 2003 року у віці 82 років, до цього протягом усього зимового періоду він страждав на пневмонію та бронхіт. Тіло актора було піддане бальзамуванню, після чого його перенесли в Кампідольо, у Залу Джуліо Чезаре, де протягом двох днів громадськість віддавала йому пошану, у тому числі багато діячів італійського кіно та політики. 27 лютого в базиліці Сан-Джованні-ін-Латерано відбувся урочистий похорон актора, на якому були присутні понад 250 000 осіб. Після похоронної церемонії труна була похована в родинному склепі Сорді на Монументальному кладовищі Верано в Римі. На надгробній пергаментній дошці актора була вигравірувана епітафія: «Вибачте, Маркізе, вже час», взята з одного з його найвідомішіх фільмів «Маркіз Грілло».

## Особисте життя
Попри свій товариський публічний імідж та яскраву особистість, Альберто Сорді завжди був крайньо стриманим у плані особистого життя, про яке було відомо небагатьом. Будучи набожним католиком, він не мав дітей і ніколи не був одруженим. Крім численних реальних або ймовірних відносин, які приписували йому плітки, що публікувалися різними журналами про знаменитостей (серед іншого, з Катею Річчареллі, Патріцією Де Бланк, Сільваною Мангано, Ширлі Мак-Лейн, Утою Франц і з принцесою Сораєю Бахтіярі), єдині тривалі серйозні стосунки у нього були з Андреїною Паньяні, майже на чотирнадцять років старшої за нього, які тривали дев'ять років. Вони познайомилися 1941 року під час дублювання ними обома американського фільму «Сади Аллаха» (Паньяні озвучувала Марлен Дітріх). На часті запитання, чому він не одружився, Сорді відповідав однією зі своїх крилатих фраз, яка була запитанням на запитання: «Щоб запустити незнайомця у дім?»; лише пізніше він пояснював у деяких своїх інтерв'ю, що повна відданість своїй професії не дозволила б йому присвятити необхідний час сім'ї.
Крім часу перебування в Мілані, протягом якого актор відвідував Академію драматичного мистецтва, він все життя прожив у Римі. Спочатку, від народження і до 1930 року, Сорді жив на римській вулиці Сан-Козімато 7, після чого його родина жила на вулиці Венеція, куди вони переїхали через запланований знос їхнього будинку під будівництво Палацу Священних Конгрегацій. Пізніше, після смерті батька 1941 року, Сорді переїхав на квартиру на вулиці Петтінарі. З 1958 року і до своєї смерті він жив на віллі на вулиці Друзо (тоді вона мала назву Феррателла ін Летерано), що розташовується на території археологічного парку Терми Каракалли та була побудована 1932 року Алессандро К'яволіні, який багато років був особистим секретарем Беніто Муссоліні. Сорді жив зі своїми сестрами та братом, адміністратором і секретарем Аннунціатою Сгречча, яка після його смерті протягом деякого часу курирувала його особистим архівом. Крім цього, 1962 року актор придбав віллу у Кастільйончелло, де проводив літо, а потім продав її 1997 року. Сорді також володів двома квартирами в Парижі та різними земельними ділянками у Римі та його околицях, одну з яких, у районі Трігорія, він частково продав та частково пожертвував для будівництва Біомедичного університетського містечка. Там же був побудований Центр охорони здоров'я людей похилого віку — бажана для актора установа для надання медичної допомоги та проведення прикладних досліджень захворювань людей похилого віку. Ця та інші філантропічні ініціативи, в яких Сорді відіграв провідну роль, досі перебувають у віданні Фонду, який носить його ім'я.
Сорді завжди зберігав стриманість у питаннях політичних вподобань, хоча йому явно подобався політик-християнський-демократ Джуліо Андреотті, який знявся у його фільмі «Таксист». 1996 року поширилася чутка, що актор хоче балотуватися на посаду мера Риму, складаючи конкуренцію іншому кандидату, чинному меру міста, Франческо Рутеллі. Потім, за повідомленням газети «Corriere della Sera», 23 листопада того року беручи участь в одному з випусків передачі «Килим-літак» ведучого Лучано Рісполі на телеканалі Telemontecarlo, Сорді заспокоював Рутеллі словами: «Меру нема про що турбуватися: я був, є, і залишуся актором до кінця моїх днів». На 80-річчя Сорді, 15 червня 2000 року, Рутеллі, як мер Риму, символічно вручив актору триколорну стрічку  (мерську регалію), призначивши його на один день почесним мером на знак пошани до нього, як до одного із найвидатніших громадян міста.
Сорді захоплювався футболом й був великим шанувальником клубу «Рома», що демонстрював у деяких своїх фільмах.

## Фільмографія
| Рік  | Назва українською мовою                                                                                        | Назва мовою оригіналу                                                                         | Роль                                                               | Режисер                 |
| ---- | --- | --------------------------------------------------------------------------------------------- | ------------------------------------------------------------------ | ----------------------- |
| 1937 | Сципіон Африканський                                                                                           | Scipione l'africano                                                                           | солдат                                                             | Карміне Галлоне         |
| 1937 | Лютий Саладін                                                                                                  | Il feroce Saladino                                                                            | чоловік у костюмі лева                                             | Маріо Боннард           |
| 1938 | Принцеса Тараканова                                                                                            | La principessa Tarakanova                                                                     | студент                                                            | Маріо Сольдаті          |
| 1939 | Ніч приколів                                                                                                   | La notte delle beffe                                                                          | Бентівольйо                                                        | Карло Кампогальяні      |
| 1940 | Буремні серця                                                                                                  | Cuori nella tormenta                                                                          | Джуліо Феррі                                                       | Карло Кампогальяні      |
| 1941 | Сміливець з Венеції                                                                                            | Il bravo di Venezia                                                                           | помічник Веронезе                                                  | Карло Кампогальяні      |
| 1942 | Дами з сусідньої вілли                                                                                         | Le signorine della villa accanto                                                              | юнак запрошений на бал                                             | Джан Паоло Росміно      |
| 1942 | Джарабуб | Giarabub                                                                                      | лейтенант Сорді                                                    | Гоффредо Алессандріні   |
| 1942 | Троє орлят | I tre aquilotti                                                                               | Філіппо Нардіні                                                    | Маріо Маттолі           |
| 1942 | Синьорина | La signorina                                                                                  | роль другого плану                                                 | Ласло Кіш               |
| 1942 | Казанова вчинив би так!                                                                                        | Casanova farebbe così!                                                                        | другий більярдист                                                  | Карло Людовіко Брагалья |
| 1943 | Невеликий острів Св. Єлени                                                                                     | Sant'Elena, piccola isola                                                                     | капітан Поплетон                                                   | Умберто Скарпеллі       |
| 1944 | Три дівчини шукають чоловіка                                                                                   | Tre ragazze cercano marito                                                                    | Джуліо                                                             | Дуїліо Колетті          |
| 1945 | Кінний цирк За-бум                                                                                             | Circo equestre Za-bum                                                                         | роль другого плану                                                 | Маріо Маттолі           |
| 1945 | Хто бачив? | Chi l'ha visto?                                                                               |                                                                    |                         |
| 1945 | Невинний Казиміро                                                                                              | L'innocente Casimiro                                                                          |                                                                    |                         |
| 1945 | Нещастя месьє Трав'є                                                                                           | Le miserie del signor Travet                                                                  |                                                                    |                         |
| 1947 | Вітер співав мені пісню                                                                                        | Il vento m'ha cantato una canzone                                                             |                                                                    |                         |
| 1947 | Злочин Джованні Єпіскопо                                                                                       | Il delitto di Giovanni Episcopo                                                               |                                                                    |                         |
| 1947 | Розбійник | Il Passatore                                                                                  |                                                                    |                         |
| 1948 | Під сонцем Риму                                                                                                | Sotto il sole di Roma                                                                         |                                                                    |                         |
| 1948 | Які часи! | Che tempi!                                                                                    |                                                                    |                         |
| 1951 | Привітна офіціантка, яка пропонує…                                                                             | Cameriera bella presenza offresi…                                                             |                                                                    |                         |
| 1951 | Мама мія, яке враження!                                                                                        | Mamma mia, che impressione!                                                                   |                                                                    |                         |
| 1951 | Тото і королі Риму                                                                                             | Totò e i re di Roma                                                                           |                                                                    |                         |
| 1952 | Молодість | Giovinezza                                                                                    |                                                                    |                         |
| 1952 | Налаштовувач прибув                                                                                            | È arrivato l'accordatore                                                                      |                                                                    |                         |
| 1952 | Білий шейх | Lo sceicco bianco                                                                             | Нандо Ріволі                                                       |                         |
| 1953 | Мамії | I vitelloni                                                                                   | Альберто                                                           |                         |
| 1953 | Хай живе кіно                                                                                                  | Viva il cinema                                                                                |                                                                    |                         |
| 1953 | Пісні, пісні, пісні                                                                                            | Canzoni, canzoni, canzoni                                                                     |                                                                    |                         |
| 1953 | Чарівний ворог                                                                                                 | L'incantevole nemica                                                                          |                                                                    |                         |
| 1953 | Ми в галереї (вулиця Падуї 46)                                                                                 | Lo scocciatore (Via Padova 46)                                                                |                                                                    |                         |
| 1953 | Ми в галереї                                                                                                   | Ci troviamo in galleria                                                                       |                                                                    |                         |
| 1953 | Дві ночі з Клеопатрою                                                                                          | Due notti con Cleopatra                                                                       | Чезаріно                                                           |                         |
| 1954 | Один день у суді                                                                                               | Un giorno in pretura                                                                          | Нандо Меріконі                                                     | Стено                   |
| 1954 | Тріполі, прекрасна земля кохання                                                                               | Tripoli, bel suol d'amore                                                                     |                                                                    |                         |
| 1954 | Шлюб | Il matrimonio                                                                                 |                                                                    |                         |
| 1954 | Півстолітня любов                                                                                              | Amori di mezzo secolo                                                                         |                                                                    |                         |
| 1954 | Наші часи | Tempi nostri                                                                                  |                                                                    |                         |
| 1954 | Велике вар'єте                                                                                                 | Gran varietà                                                                                  |                                                                    |                         |
| 1954 | Весела ескадрилья                                                                                              | Allegro squadrone                                                                             |                                                                    |                         |
| 1954 | Це сталося у відділку поліції                                                                                  | Accadde al commissariato                                                                      |                                                                    |                         |
| 1954 | Спокусник | Il seduttore                                                                                  | Альберто                                                           |                         |
| 1954 | Парижанин у Римі                                                                                               | Una parigina a Roma                                                                           |                                                                    |                         |
| 1954 | Американець у Римі                                                                                             | Un americano a Roma                                                                           | Фердінандо Меріконі                                                |                         |
| 1954 | Мистецтво обходитися                                                                                           | L'arte di arrangiarsi                                                                         |                                                                    |                         |
| 1955 | Знак Венери | Il segno di Venere                                                                            | Ромольо Проєтті                                                    |                         |
| 1955 | Доброї ночі... юристе!                                                                                         | Buonanotte… avvocato!                                                                         |                                                                    |                         |
| 1955 | Герой нашого часу                                                                                              | Un eroe dei nostri tempi                                                                      | Альберто Менікетті                                                 |                         |
| 1955 | Пінгвіни спостерігають за нами                                                                                 | I pinguini ci guardano                                                                        |                                                                    |                         |
| 1955 | Звідси до спадщини                                                                                             | Da qui all'eredità                                                                            |                                                                    |                         |
| 1955 | Римська красуня                                                                                                | La bella di Roma                                                                              | Ґракко                                                             |                         |
| 1955 | Це сталося у в'язниці                                                                                          | Accadde al penitenziario                                                                      |                                                                    |                         |
| 1955 | Бравіссімо | Bravissimo                                                                                    | Убальдо Імпалято                                                   |                         |
| 1955 | Дрібна пошта                                                                                                   | Piccola posta                                                                                 |                                                                    |                         |
| 1955 | Папуги | I pappagalli                                                                                  |                                                                    |                         |
| 1955 | Неодружений | Lo scapolo                                                                                    | Паоло Ансельмі                                                     |                         |
| 1955 | Герой нашого часу                                                                                              | Un eroe dei nostri tempi                                                                      | Альберто Менікетті                                                 |                         |
| 1955 | Місто кіно | La città del cinema                                                                           |                                                                    |                         |
| 1956 | Негідницьке обличчя                                                                                            | Faccia da mascalzone                                                                          |                                                                    |                         |
| 1956 | Гвардія, елітна гвардія, бригадир і маршал                                                                     | Guardia, guardia scelta, brigadiere e maresciallo                                             |                                                                    |                         |
| 1956 | Mio figlio Nerone                                                                                              | Mio figlio Nerone                                                                             |                                                                    |                         |
| 1956 | Дозволь мені, тату!                                                                                            | Mi permette, babbo!                                                                           |                                                                    |                         |
| 1956 | Це було в п'ятницю 17-го                                                                                       | Era di venerdì 17                                                                             |                                                                    |                         |
| 1957 | Ось і долари!                                                                                                  | Arrivano i dollari!                                                                           |                                                                    |                         |
| 1957 | Сувеніри з Італії                                                                                              | Souvenir d'Italie                                                                             |                                                                    |                         |
| 1957 | Граф Макс | Il conte Max                                                                                  | Альберто Бочетті                                                   |                         |
| 1957 | Лікар і чаклун                                                                                                 | Il medico e lo stregone                                                                       | Корадо                                                             |                         |
| 1957 | Чоловік | Il marito                                                                                     | Альберто Маріані                                                   |                         |
| 1957 | Прощавай, зброє!                                                                                               | A Farewell to Arms                                                                            | отець Галі                                                         |                         |
| 1958 | Він злодій, вона злодійка                                                                                      | Ladro lui, ladra lei                                                                          |                                                                    |                         |
| 1958 | Щасливчик | Fortunella                                                                                    |                                                                    |                         |
| 1958 | Неділя завжди неділя                                                                                           | Domenica è sempre domenica                                                                    |                                                                    |                         |
| 1958 | Електрична вдова                                                                                               | La vedova elettrica                                                                           |                                                                    |                         |
| 1958 | Венеція, місяць і ти                                                                                           | Venezia, la luna e tu                                                                         |                                                                    |                         |
| 1958 | Літні казки | Racconti d'estate                                                                             |                                                                    |                         |
| 1959 | Пекло в місті                                                                                                  | Nella città l'inferno                                                                         | Антоніо Зампа                                                      |                         |
| 1959 | Молодий лев | Il giovane leone                                                                              |                                                                    |                         |
| 1959 | Полікарпо — офіцер-писар                                                                                       | Policarpo, ufficiale di scrittura                                                             |                                                                    |                         |
| 1959 | Зимові свята                                                                                                   | Vacanze d'inverno                                                                             |                                                                    |                         |
| 1959 | Мораліст | Il moralista                                                                                  | Агостіно                                                           |                         |
| 1959 | Французька Рив'єра                                                                                             | Costa Azzurra                                                                                 |                                                                    |                         |
| 1959 | Шахраї | I Magliari                                                                                    | Фердинандо Маглюло, «Тотоно»                                       |                         |
| 1959 | Велика війна                                                                                                   | La grande guerra                                                                              |                                                                    |                         |
| 1959 | Удівець | Il Vedovo                                                                                     | Альберто Нарді                                                     |                         |
| 1959 | Короткі кохання в Пальма де Майорка                                                                            | Brevi amori a Palma di Majorca                                                                |                                                                    |                         |
| 1960 | Гастоне | Gastone                                                                                       |                                                                    |                         |
| 1960 | Поліцейський                                                                                                   | Il vigile                                                                                     | Отелло Челетті                                                     |                         |
| 1960 | Всі вдома | Tutti a casa                                                                                  |                                                                    |                         |
| 1960 | Злочин | Crimen                                                                                        | Альберто Францетті                                                 |                         |
| 1961 | Страшний суд                                                                                                   | Il giudizio universale                                                                        | продавець дітей                                                    |                         |
| 1961 | Найкращі вороги                                                                                                | I due nemici                                                                                  | капітан Віторіо Блазі                                              |                         |
| 1961 | Важке життя | Una Vita difficile                                                                            | Сільвіо Маньйодзі                                                  |                         |
| 1962 | Комісар | Il commissario                                                                                |                                                                    |                         |
| 1962 | Мафіозо | Mafioso                                                                                       | Антоніо Бадаламенті                                                |                         |
| 1962 | Вчорашні пісні, сьогоднішні пісні, завтрашні пісні                                                             | Canzoni di ieri, canzoni di oggi, canzoni di domani                                           |                                                                    |                         |
| 1963 | Диявол | Il diavolo                                                                                    | Амедео Феретті                                                     |                         |
| 1963 | Бум | Il boom                                                                                       | Джованні Альберті                                                  |                         |
| 1963 | Заборонені спокуси                                                                                             | Tentazioni proibite                                                                           |                                                                    |                         |
| 1963 | Учитель з Віджевано                                                                                            | Il maestro di Vigevano                                                                        | Антоніо Момбеллі                                                   |                         |
| 1964 | Італійський сміх                                                                                               | Risate all'italiana                                                                           |                                                                    |                         |
| 1964 | Моя пані | La mia signora                                                                                | її чоловік; інженер Сартолетті; Марко; Джованні Фереро; пан Б'янкі |                         |
| 1964 | Літаюча тарілка                                                                                                | Il disco volante                                                                              | Вінченцо Беруті, Даріо Марсікано, Дон Джузеппе, Момі Крозара       |                         |
| 1965 | Три обличчя | I tre volti                                                                                   | Армандо Туччі                                                      |                         |
| 1965 | Повітряні пригоди                                                                                              | Those Magnificent Men In Their Flying Machines                                                | граф Еміліо Понтічеллі                                             |                         |
| 1965 | Комплекси | I complessi                                                                                   | Гульєльмо Бертоне                                                  |                         |
| 1965 | Захоплюючий | Thrilling                                                                                     |                                                                    |                         |
| 1965 | Зроблено в Італії                                                                                              | Made in Italy                                                                                 | Сільвіо                                                            |                         |
| 1966 | Лондонський дим                                                                                                | Fumo di Londra                                                                                |                                                                    |                         |
| 1966 | Наші чоловіки                                                                                                  | I nostri mariti                                                                               | Джованні                                                           |                         |
| 1966 | Феї | Le Fate                                                                                       | Джованні                                                           |                         |
| 1966 | Вибачте, ви за чи проти?                                                                                       | Scusi, lei è favorevole o contrario?                                                          | Туліо Комфорті                                                     | Альберто Сорді          |
| 1967 | Відьми | Le streghe                                                                                    | водій вантажівки                                                   |                         |
| 1967 | Італієць в Америці                                                                                             | Un italiano in America                                                                        | Джузеппе Мароцці                                                   |                         |
| 1968 | Лікар страхової каси                                                                                           | Il medico della mutua                                                                         | лікар Гвідо Терсіні                                                |                         |
| 1968 | Чи вдасться нашим героям знайти свого друга, який таємниче зник в Африці?                                      | Riusciranno i nostri eroi a ritrovare l'amico misteriosamente scomparso in Africa?            | Фаусто Ді Сальвіо                                                  |                         |
| 1969 | Любове моя, допоможи мені                                                                                      | Amore mio aiutami                                                                             | Джованні Макіавеллі                                                |                         |
| 1969 | У році Господа                                                                                                 | Nell'anno del Signore                                                                         | чернець                                                            |                         |
| 1969 | Професор та доктор наук Гвідо Терсіллі, головний лікар клініки Вілла Челесте, яка має угоду зі страховою касою | Il prof. dott. Guido Tersilli primario della clinica Villa Celeste convenzionata con le mutue |                                                                    |                         |
| 1970 | Загальна скарга                                                                                                | Contestazione generale                                                                        |                                                                    |                         |
| 1970 | Президент футбольного клубу «Боргороссо»                                                                       | Il presidente del Borgorosso Football Club                                                    |                                                                    |                         |
| 1970 | Пари | Le coppie                                                                                     |                                                                    |                         |
| 1971 | Затриманий чекаючи судового розгляду                                                                           | Detenuto in attesa di giudizio                                                                | Джузеппе Ді Ной                                                    |                         |
| 1971 | Вродливий, чесний, емігрант в Австралії, хоче одружитися з незайманою землячкою                                | Bello, onesto, emigrato Australia sposerebbe compaesana illibata                              | Амедео Баттіпанья                                                  |                         |
| 1972 | Скопоне, наукова картярська гра                                                                                | Lo scopone scientifico                                                                        | Пеппіно                                                            |                         |
| 1972 | Найпрекрасніший вечір мого життя                                                                               | La più bella serata della mia vita                                                            |                                                                    |                         |
| 1972 | Рим | Roma                                                                                          |                                                                    |                         |
| 1973 | Мій брат Анастазія                                                                                             | Anastasia mio fratello                                                                        | Сальваторе Анастазія                                               |                         |
| 1973 | Зоряний пил |                                                                                               |                                                                    |                         |
| 1974 | Торговці смертю                                                                                                | Finché c'è guerra c'è speranza                                                                | П'єтро Кйокка                                                      |                         |
| 1974 | Гола Англія | Inghilterra nuda                                                                              |                                                                    |                         |
| 1975 | А Казанова Фелліні?                                                                                            | E il Casanova di Fellini?                                                                     |                                                                    |                         |
| 1975 | Під яким ти знаком?                                                                                            | Di che segno sei?                                                                             | Нандо Меріконі                                                     |                         |
| 1975 | Посмішка, ляпас, поцілунок в губи                                                                              | Un sorriso, uno schiaffo, un bacio in bocca                                                   |                                                                    |                         |
| 1976 | Загальне відчуття сорому                                                                                       | Il comune senso del pudore                                                                    |                                                                    |                         |
| 1976 | Ці дивні випадки                                                                                               | Quelle strane occasioni                                                                       |                                                                    |                         |
| 1977 | Дуже дрібний буржуа                                                                                            | Un borghese piccolo piccolo                                                                   | Джованні Вівальді                                                  |                         |
| 1977 | Нові чудовиська                                                                                                | I nuovi mostri                                                                                | принц (5), син (7), актор (9)                                      |                         |
| 1978 | Куди ти вирушаєш у відпустку?                                                                                  | Dove vai in vacanza?                                                                          |                                                                    |                         |
| 1979 | Затор — неймовірна історія                                                                                     | L'ingorgo — Una storia impossibile                                                            | адвокат                                                            |                         |
| 1979 | Свідок | Il testimone                                                                                  |                                                                    |                         |
| 1979 | Уявний хворий                                                                                                  | Il malato immaginario                                                                         |                                                                    |                         |
| 1980 | Я і Катерина                                                                                                   | Io e Caterina                                                                                 | Енріко Мелотті                                                     |                         |
| 1981 | Маркіз Грілло                                                                                                  | Il marchese del Grillo                                                                        |                                                                    |                         |
| 1982 | Я знаю, що ти знаєш, що я знаю                                                                                 | Io so che tu sai che io so                                                                    | Фабіо Бонетті                                                      |                         |
| 1982 | Подорож з татусем                                                                                              | In viaggio con papà                                                                           |                                                                    |                         |
| 1983 | Таксист | Il tassinaro                                                                                  |                                                                    |                         |
| 1983 | Берсальєри | I bersaglieri                                                                                 |                                                                    |                         |
| 1983 | Життя починається в…                                                                                           | La vita comincia a…                                                                           |                                                                    |                         |
| 1984 | Бертольдо, Бертольдіно та Чачазенно                                                                            | Bertoldo, Bertoldino e Cacasenno                                                              |                                                                    |                         |
| 1984 | Все всередині                                                                                                  | Tutti dentro                                                                                  |                                                                    |                         |
| 1985 | Я — паранормальне явище                                                                                        | Sono un fenomeno paranormale                                                                  |                                                                    |                         |
| 1986 | Занадто міцний                                                                                                 | Troppo forte                                                                                  |                                                                    |                         |
| 1987 | Таксист в Нью-Йорку                                                                                            | Un tassinaro a New York                                                                       |                                                                    |                         |
| 1988 | Виклик життя                                                                                                   | Una botta di vita                                                                             |                                                                    |                         |
| 1990 | Скупий | L'avaro                                                                                       |                                                                    |                         |
| 1990 | Іменем суверенного народу                                                                                      | In nome del popolo sovrano                                                                    |                                                                    |                         |
| 1991 | Різдвяні свята '91                                                                                             | Vacanze di Natale '91                                                                         |                                                                    |                         |
| 1992 | Виправданий у скоєнні злочину                                                                                  | Assolto per aver commesso il fatto                                                            |                                                                    |                         |
| 1994 | Несторе, останній забіг                                                                                        | Nestore, l'ultima corsa                                                                       |                                                                    |                         |
| 1995 | Роман бідного юнака                                                                                            | Romanzo di un giovane povero                                                                  |                                                                    |                         |
| 1998 | Заборонені зустрічі                                                                                            | Incontri proibiti                                                                             |                                                                    |                         |

## Композиторська та співацька діяльність

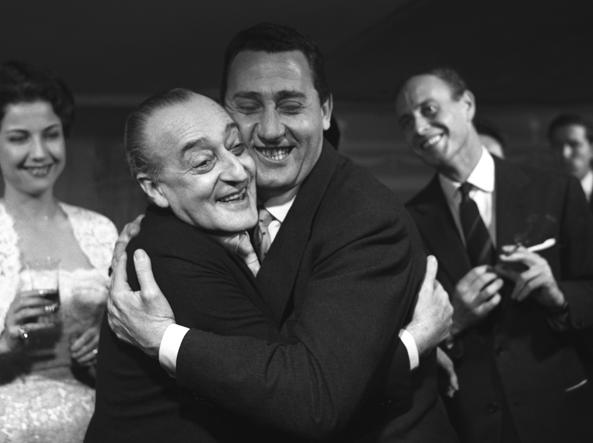
Тото і Сорді 1960-ті роки

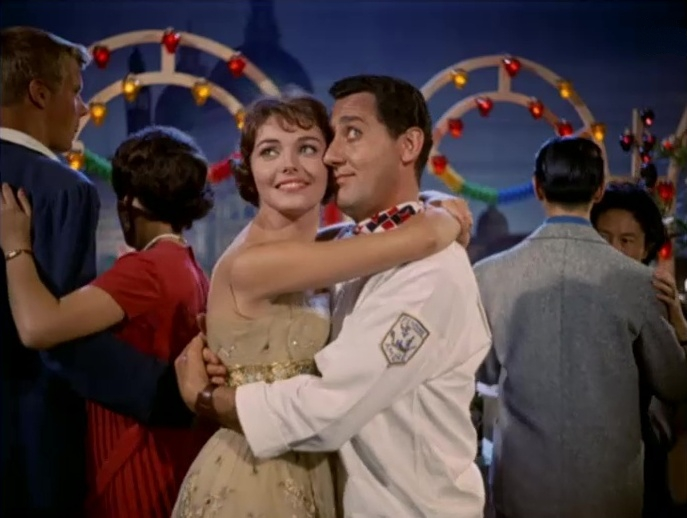
Інгеборг Шонер і Сорді у фільмі «Венеція, місяць і ти» (1958)

Першого досвіду з виконанням пісень, Сорді набув між 1939—1942 роками, коли йому довелося бути дистриб'ютором та озвучувачем фільму «Літаючі двійки», де він виконував в такт Оліверу Гарді, якого дублював, невелику пісню «Я спостерігаю за віслюками, які літають у небі», перероблену в «Я гуляю» Ернесто Боніно. Окрім цього, у 1940-х роках Сорді писав та виконував під псевдонімом Маестро Гамбара легкі сатиричні пісні, що були своєрідними «повільними ритмами», зокрема: «Nonnetta», «Carcerato», «Cerco una donna», «Il bimbo che non conobbe infanzia», «L'alpino». Деякі з цих пісень актор виконав у телепередачі «Карусель» 1957 року, у сценах, що рекламували продукцію виноробні «Gancia». Це був единий випадок, де актор виступав як головний герой відомої рекламної колонки.
Пісні, написані, або заспівані Сорді:
- 1942: «Guardo gli asini che volano nel ciel» (композитор Джино Філіппіні[it]) у виконанні Альберто Сорді у фільмі «Літаючі двійки» під час дублювання Олівера Гарді
- 1966: «You never told me» (композитори Альберто Сорді і П'єро Піччіоні) у виконанні Джулії Роджерс у фільмі «Лондонський дим» та італійською мовою у виконанні Міни під назвою «Коротке кохання».
- 1966: «Richmond bridge» (композитори Альберто Сорді і П'єро Піччоні) у виконанні Лідії Макдональд[it] у фільмі «Лондонський дим»
- 1967: «Walk song» (композитори Альберто Сорді і П'єро Піччоні) у виконанні Лідії Макдональд у фільмі «Італієць в Америці» та італійською мовою у виконанні співачки Крісті[it] під назвою «Amore amore amore».
- 1969: «Luna non sei nessuna» (композитори Альберто Сорді і П'єро Піччоні) з фільму «Любове моя, допоможи мені»; Альберто Сорді заспівав спін-офф пісні, також знаний як «Luna non sei più tu»
- 1970: «Il presidente del Borgorosso Football Club» (композитори Альберто Сорді і П'єро Піччоні) — тема однойменного фільму
- 1973: «Ma 'ndo… Hawaii?» (композитори Альберто Сорді і П'єро Піччоні) у виконанні Альберто Сорді та Моніки Вітті у фільмі «Зоряний пил».
- 1981: «E va'… E va'…» (композитори Франко Мільяччі[it] / Клаудіо Маттоне[it])
- 1981: «Mia cara Olimpia…» (композитори Альберто Сорді і Нікола Пйовані) - коротка вокальна версія пісні «Gavotta di Olimpia», як тема фільму «Маркіз Грілло»

## Вшанування

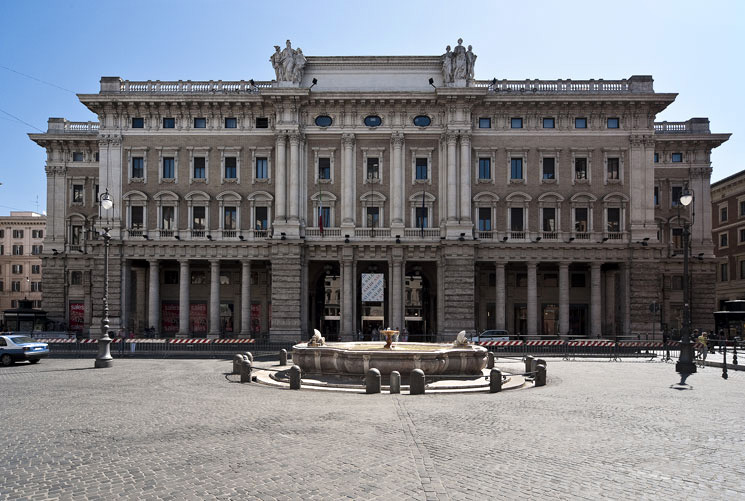
Галерея Альберто Сорді в Римі

1999 року Сорді за ініціативою режисера Анджело Антонуччі нагородили премією «Реджа д'оро» за участь у фільмі «Троє орлят», де він виконав свою першу головну роль, дія якого відбувалася в Королівському палаці Казерта.
7 грудня 2003 року відреставрована Галерея Колона у Римі була названа на честь актора, таким чином оримавши назву Галерея Альберто Сорді. Також у Римі 16 лютого 2013 року на Віллі-Борґезе у присутності сестри актора Аврелії та мера Джанні Алеманно було відкрито алею, присвячену Альберто Сорді. У місті Гроссето ім'ям Альберто Сорді названо головну вулицю в новому районі Казалоні, так само ім'ям актора були названі вулиці у низці інших італійських міст — Кальярі (Піррі), Таранто, Ночето (PR), Єзоло (VE) в Кастільйончелло (LI), Віджевано (PV), Гвідонія Монтечеліо (RM), Орта-ді-Ателла (CE), Сабаудія (LT), Капачі (PA), Містерб'янко (CT), Понте-Сан-Джованні (PG), Сан-Нікола-ла-Страда (CE), Грульяско (TO), Валенцано (BA), Фрозіноне, Рагуза та Таранто. 
2003 року Етторе Скола присвятив Сорді фільм «Люди Риму».
2004 року була створена спеціальна нагорода «Золотий пюпітр „Альберто Сорді“», яку присуджують акторам, які відзначилися в галузі дубляжу, театру, телебачення, або кіно. Цю нагороду присуджують в рамкам щорічної церемонії нагородження основною премією «Золотий пюпітр», її назвали на честь Сорді, оскільки він став її першим володарем 1995 року за дублювання коміка Олівера Гарді, який виступав в рамках дуету «Лорел і Гарді».
2011 року на фестивалі «Bif&st» у Барі присуджувався приз імені Альберто Сорді за найкращу чоловічу роль другого плану у фільмах, представлених на цьому заході.
Одна з загальноосвітніх шкіл у Римі, яка була створена внаслідок об'єднання державних середніх шкіл імені П'єрлуїджі Нерві на площі Гегеля та Джакомо Пуччіні на площі Джузеппе Голи — була названа на честь актора.
З 14 лютого по 31 березня 2013 року біля монументу Вітторіано у Римі проходила виставка «Альберто Сорді та його Рим», присвячена, перш за все, його взаємовідносинам із його рідним містом.
2017 році у Буенос-Айресі відбулася виставка фотографій, костюмів і показ документальних фільмів про деякі із його знакових картин.
На честь актора названо астероїд 83657 Альбертосорді.